# Wade Boggs

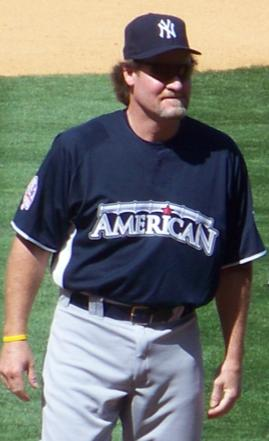
Wade Boggs vid en välgörenhetsmatch 2008.

Wade Anthony Boggs, född den 15 juni 1958 i Omaha i Nebraska, är en amerikansk före detta professionell basebollspelare.
Boggs var tredjebasman och spelade för Boston Red Sox 1982–1992, New York Yankees 1993–1997 och avslutade sin karriär för Tampa Bay Devil Rays 1998–1999.
Boggs är en av få spelare som slagit över 3 000 hits under sin MLB-karriär. Hans tröjnummer är pensionerade av Tampa Bay Rays (12) och Boston Red Sox (26). Han är även invald i Hall of Fame.